# دينيس زانكو
دينيس زانكو (13 أبريل 1964 بلافال في فرنسا - ) (بالفرنسية: Denis Zanko)‏ هو مدرب كرة قدم ولاعب كرة قدم فرنسي في مركز الوسط. شارك مع منتخب فرنسا تحت 21 سنة لكرة القدم. أما مع النوادي، فقد لعب مع راسينغ كولومب وستاد لافال ونادي تور ونادي دونكيرك وأسوا فالنس ‏.

## روابط خارجية
- دينيس زانكو على موقع قاعدة بيانات كرة القدم.إي يو (الإنجليزية)
- دينيس زانكو على موقع Soccerway.com (الإنجليزية)
- دينيس زانكو على موقع عالم كرة القدم.نت (الإنجليزية)
- دينيس زانكو على موقع GSA (الإنجليزية)